# Олаф II
Олаф Харалдсон (на старонорвежки: Óláfr Haraldsson; на норвежки: Olav den hellige/Heilag Olav), (995 – 29 юли 1030) е крал на Норвегия от 1015 до 1028 г. Известен приживе с прозвището „Дебелия“ (Óláfr Digre), а след като е канонизиран – и като Свети Олаф. Неговият баща е Харалд Гренландеца, правнук на Харал Прекраснокосия, а майка му е Аста Гудбрандсдатер.
В норвежкия календар датата на смъртта на Свети Олаф, 29 юли 1030 г., се нарича „Денят на Свети Олаф“ (olsok). На неговите подвизи е посветена „Сага за Свети Олаф“ и той е един от най-почитаните светци в скандинавските страни, почита се също така и в Русия. Свети Олаф се възприема като първия норвежки крал, довел докрай християнизирането на страната и поставил основите на църквата с активната помощ на един англосаксонски духовник на име Гримхел II, когото Свети Олаф довежда в Норвегия и провъзгласява за епископ. Именно този епископ го обявява за светец едва една година след смъртта му, полага костите му в сандъче, а сандъчето поставя в олтара на катедралата в Тронхайм като по този начин я превръща в място за поклонение.
Олаф Харалдсон оставя една дъщеря от брака си с Астрид Олофсдотер и един незаконороден син от наложницата си Алвхилда – бъдещия крал на Норвегия и Дания Магнус I.